# Mike Auldridge
Mike Auldridge (30 de diciembre de 1938 - 29 de diciembre de 2012) fue un guitarrista estadounidense, especialista en Dobro, miembro fundador del grupo de bluegrass The Seldom Scene. El New York Times describió a Auldridge como "uno de los intérpretes de dobro más distintivos en la historia de la música country y bluegrass, al tiempo que amplía su popularidad entre el público urbano".  También trabajó como artista gráfico.
Auldridge es uno de los pocos artistas que ha sido incluido dos veces en el Salón de la Fama de la Música Bluegrass, en 2014 como miembro de Seldom Scene y nuevamente en 2019 como solista. 

## Biografía
Auldridge nació en Washington D. C. y creció en la ciudad suburbana de Kensington (Maryland) . Asistió a la Wheaton High School y, cuando era adolescente, tomó clases en el Corcoran College of the Arts and Design.  Inspirado por su tío, el guitarrista Ellsworth T. Cozzens, que había actuado con Jimmie Rodgers durante la década de 1920,  Auldridge comenzó a tocar la guitarra a la edad de 13 años. Su principal influencia durante sus primeros años fue Josh Graves, quien también le vendió su primera guitarra dobro.  Graduado en 1967 por la Universidad de Maryland, Auldridge trabajó como artista gráfico para una firma de arte comercial en Bethesda (Maryland) y luego para el desaparecido diarioThe Washington Star. No empezó a tocar música a tiempo completo hasta que el Washington Star cerró en 1981.
Auldridge tocó con Darren Beachley y la banda de bluegrass The Legends of the Potomac,  The Country Gentlemen, Emerson and Waldron, Cliff Waldron and the New Shades of Grass, Seldom Scene (de la que fue miembro fundador), Chesapeake, The Good Deale Bluegrass Band y John Starling y Carolina Star (que contó con tres miembros originales de The Seldom Scene). Auldridge también fue miembro de las bandas de gira de Lyle Lovett y Emmylou Harris .
Trabajó con Paul Beard, de Beard Guitars, para diseñar los modelos Beard Mike Auldridge de guitarras resofónicas de mástil cuadrado (dobro), incluida una versión de 8 cuerdas.
Auldridge murió el 29 de diciembre de 2012, un día antes de cumplir 74 años, en su casa bajo cuidados paliativos en Silver Spring (Maryland), después de una larga batalla contra el cáncer de próstata .  

## Premios
A lo largo de su carrera, Auldridge fue nominado a cuatro premios Grammy, incluidas dos veces al Mejor Álbum de Bluegrass con The Seldom Scene, en 1992 y 1994.  Ganó numerosos premios, incluido el "Dobro Player of the Year" de la revista Frets y el Premio al Logro Distinguido de la Asociación Internacional de Música Bluegrass . Recibió la Beca del Patrimonio Nacional de 2012 otorgada por el Fondo Nacional para las Artes, que es el más alto honor del gobierno de los Estados Unidos en las artes populares y tradicionales. 

## Discografía

### Álbumes en solitario
- 1972: Dobro[8]
- 1974: Blues and Blue Grass
- 1976: Mike Auldridge
- 1978: Mike Auldridge & 'Old Dog'
- 1978: Slidin' Smoke
- 1982: Eight String Swing
- 1989: High Time
- 1990: Treasures Untold
- 2000: This Old Town
- 2000: Tone Poems III (The Sounds Of The Great Slide & Resophonic Instruments)[9]
- 2001: Blue Lonesome Wind
- 2014: Three Bells[10]

### Con Seldom Scene
- 1971: Act 1
- 1973: Act Two
- 1973: Act III
- 1974: Old Train
- 1975: Live at The Cellar Door
- 1976: The New Seldom Scene Album
- 1978: Baptizing
- 1979: Act Four
- 1981: After Midnight
- 1983: At the Scene
- 1985: Blue Ridge (album)|Blue Ridge
- 1986: 15th Anniversary Celebration
- 1988: A Change of Scenery
- 1990: Scenic Roots
- 1992: Scene 20: 20th Anniversary Concert
- 1994: Like We Used to Be